# Vito la Déveine
Vito la Déveine est la cent-deuxième histoire de la série Spirou et Fantasio de Tome et Janry, publiée pour la première fois dans Spirou du no 2788 au no 2798.

## Univers

### Synopsis
Déchu après le passage de Spirou et Fantasio à New York, Vito Cortizone est désormais la risée de la mafia italienne. Ainsi surnommé Vito la Déveine, son seul espoir de réhabilitation réside en la mystérieuse cargaison d’un hydravion qui vole dans le Pacifique. Alors qu’il essayait de lui extorquer de l’argent, le pilote, Von Schnabbel, est éjecté de l’avion à l'issue d'une dispute, et Vito se retrouve seul aux commandes.
Après s’être échoué sur un atoll, il est secouru par Spirou et Fantasio, en vacances dans les parages et voulant accoster pour réparer leur génois, victime d’une tempête la veille, qui dans un premier temps ne le reconnaissent pas à cause de sa maigreur. Il a d’abord voulu se cacher après leur avoir fait un signe de détresse pour leur voler leur zodiac une fois ces deux à sa recherche sur l’île ; mais il se fait assommer par l’un des pièges qu’il a lui-même installé.
Spirou étant trop curieux sur la nature de la cargaison, Vito tente de le tuer en enlevant de l’oxygène à la bouteille de plongée puis en mettant un aimant sur son manomètre lorsque celui-ci plonge pour examiner l’épave, faussant ainsi l’aiguille montrant la quantité d’oxygène de la bouteille. Mais Spirou trouve heureusement une bulle d’air dans l’épave de l’hydravion et parvient à remonter sans oxygène mais affaibli.
Alors que Fantasio est allé faire un tour sur l’île, Spirou tente d’appeler la police maritime de Papeete mais Vito lui administre une piqûre qui l’endort.
Profitant de la dépression de Fantasio, il neutralise Spirou grâce à une drogue artisanale, et persuade son compagnon de repêcher sa cargaison en prétendant qu’il y avait parmi celle-ci une caisse contenant une ampoule de sérum.
Mais Fantasio finit par comprendre le jeu de Vito Cortizone lorsqu’un soir il rentre sans bruit à l’Antarès, leur bateau ; le zodiac étant en panne d’essence et entend une conversation de Vito à Spirou, épuisé. Il fait alors semblant de croire aux mensonges de Vito et cherche pendant la nuit une arme ou des pièges dissimulés par ce dernier. Ne trouvant pas d’armes, il finit par cesser de faire semblant d’être naïf et empêche Vito d’administrer une autre seringue à Spirou.
Et la cargaison se révèle plus tard être une énorme quantité de porte-malheur que Vito a dérobés aux triades chinoises, non sans mal ("Ironisez, insolente ! Voler ces Chinois a été dur. J'ai vécu mille enfers pour leur échapper! Des barbares! Qui mangent leurs chiens, vernissent leurs canards et font de la soupe aux serpents...").  Et Vito menace désormais Spirou et Fantasio avec un pistolet qu’il avait réussi à dissimuler dans une cache derrière une photo affichée au mur de l’un des lits.
Cependant il perd son arme dans l’attaque d’un requin et les Chinois surviennent, guidés par Von Schnabbel qui a survécu. Cortizone, Spirou et Fantasio se retrouvent prisonniers mais Von Schnabbel se rétracte et coupe les liens des deux journalistes après avoir fait miner l’ancien hôtel de l’atoll. Voulant dans un premier temps partir en laissant Vito, l’allemand se fait piéger en accordant à l’italien une dernière faveur : un cigare. Mais le premier se fait mordre un doigt par le second en voulant allumer son cigare. Il n'a d'autre choix que de le délivrer.
Mais Vito déclenche sans le savoir l’explosion de l’hôtel où les Chinois ont pris leurs quartiers et en sont donc victimes. Ayant roulé avec la chaise roulante de l’allemand sur une corde déclenchant un nouveau piège, Cortizone se retrouve suspendu à un arbre, toujours avec le fauteuil roulant tandis que les deux héros parviennent à s'enfuir en laissant Cortizone et Schnabbel sur l'atoll.
Les dernières planches, se déroulant six jours plus tard à Tahiti, sous-entendent que Spirou tient compagnie au capitaine de l’Antarès, en le saoulant, pendant que Fantasio, dont la déprime a pris fin, est allé passer une soirée avec Noa Noa, une tahitienne et amie de ce même capitaine...

### Personnages
- Spirou
- Fantasio
- Spip
- Don Vito Cortizone
- Von Schnabbel (première apparition)

## Analyse
Les planches 7 et 8 explorent les relations entre les deux héros, Fantasio déprimant et Spirou tentant de lui remonter le moral en lui témoignant l'importance de leur amitié pour lui. Ce passage rappelle la scène de la partie de jokari dans La Mauvaise Tête. Le journaliste, en mauvaise passe professionnelle, veut soulager son énervement en tentant d'en découdre avec son ami, dont la bienveillance ne suffit pas à l'aider à remonter la pente. Mais le passage évoque aussi La Vallée des bannis, où Tome (le scénariste) et Janry (le dessinateur) s'intéressent aussi aux relations entre les deux héros, à travers le coup de folie de Fantasio, provoqué par un virus.
Enfin, ce passage est un écho de la réalité, puisqu'au moment de la réalisation de cet épisode, Janry subissait un passage difficile. Tome, qui faisait tout pour aider son ami, s’adressait donc à lui à travers les personnages en faisant dire à Spirou des choses qu'il aurait pu lui dire. Cette période de déprime nourrit donc cet épisode, lui apportant plus de réalisme. De plus, la dépression du personnage contraste avec le décor tropical de l'atoll, où tout est beau, avec un ciel bleu pétant, de la lumière, une nature luxuriante, des poissons multicolores...
À ce propos, avant la création de cet épisode, Tome et Stuf (le coloriste) étaient partis en voyage vers une destination lointaine, comme à leur habitude, laissant chez lui Janry qui a horreur de voyager. Cette fois, ils avaient choisi Tahiti où ils séjournèrent un mois, faisant notamment de la plongée sous-marine ; ce voyage fut à l'origine de cet épisode. C'est grâce à ce repérage sur place que les couleurs sont aussi paradisiaques, les noix de coco ont l'air authentiques. Il servit aussi aux différents animaux dessinés ou évoqués : pterois, cône venimeux, poissons-pierre... De son côté, pour s'aider dans l'exactitude de ses dessins, Janry a réalisé la maquette d'un Junker 52, l'avion même qui est au centre de l'intrigue,.

## Publication

### Revues
- Publié pour la première fois dans le journal de Spirou du no 2788 au no 2798.

## Adaptation
- Cet album fut adapté en 1995 dans la série animée Spirou. On notera d'ailleurs que Von Schnabbel est dans la série le complice récurrent de Cortizone.